# Jethro Tull
Jethro Tull é uma banda de rock formada em Blackpool, Inglaterra, em 1967. Sua música é caracterizada pelas letras, o estilo vocal cheio de maneirismos e o trabalho único na flauta de seu líder Ian Anderson, além de uma complexa e pouco usual construção musical. Inicialmente calcado no estilo blues rock, o Jethro Tull acabou por incorporar a seu som elementos de música clássica, folk, jazz, hard rock, rock progressivo, e art rock. A banda vendeu mais de 60 milhões de discos ao redor do mundo. A banda chegou a um ponto de hiato em 2011, quando Ian Anderson buscou realizar projetos solos (que desembocaram nos álbuns Thick as a Brick 2 e Homo Erraticus), fazendo o guitarrista Martin Barre também procurar carreira solo (lançando um álbum de compilação e outro de estúdio intitulado Away with Words). Ian Anderson disse em entrevista que a banda chegou ao fim e declarou que o Jethro Tull é história. Em 2017, entretanto, Anderson reviveu o nome Jethro Tull e lançou novos álbuns de estúdio na década de 2020.

## História

### Os primórdios da banda
O grupo se iniciou em clubes britânicos nos anos 1960, com uma formação instável que por fim se cristalizaria em Ian Anderson (vocais, flauta, violão e mais tarde diversos outros instrumentos), Mick Abrahams (guitarra), Glenn Cornick (baixo) e Clive Bunker (bateria). A princípio a banda passou por inúmeras mudanças de nome para conseguir mais shows. Jethro Tull foi o que acabou ficando depois que conseguiram um contrato com uma gravadora (o nome vem do agricultor Jethro Tull que inventou a semeadeira). Os empresários então sugeriram que Abrahams assumisse os vocais e a guitarra e que a flauta fosse eliminada, relegando Anderson ao piano rítmico. Depois de uma sucessão de compactos mal sucedidos, eles lançam This Was em 1968, altamente influenciado pelo blues e composto por Anderson e Abrahams.
Depois desse álbum, Abrahams deixou o grupo, (formando sua própria banda, Blodwyn Pig), devido principalmente a "diferenças musicais" (Abrahams preferia continuar tocando blues, que Anderson tachava de estilisticamente limitado e de vocabulário restrito aos ingleses de "classe média"). Depois de uma série de audições (ao contrário de rumores, tais audições não contaram com Tony Iommi do Black Sabbath, que na verdade só concordou em aparecer no Rock'n'Roll Circus dos Rolling Stones para tocar "A Song For Jeffrey"), o ex-integrante das bandas Motivation, Penny Peeps e Gethsemane Martin Barre foi contratado como o novo guitarrista. Barre se tornaria o segundo integrante mais antigo da banda depois de Anderson.

### Rock progressivo
Esta nova formação lançou Stand Up em 1969. Composto inteiramente por Anderson (com exceção de "Bouree", de Johann Sebastian Bach, aqui adaptada para um formato jazzístico), demonstrava o abandono do blues em favor do nascente estilo progressivo, então em desenvolvimento por grupos como King Crimson, The Nice e Yes. Em 1970 eles adicionaram o tecladista John Evan, embora tecnicamente ele fosse apenas um músico convidado, e lançaram o álbum Benefit.
O baixista Cornick foi demitido após as turnês de divulgação do álbum Benefit, sendo substituído por Jeffrey Hammond-Hammond, e esta formação lançou em 1971 o trabalho mais conhecido da carreira do Tull: Aqualung. O álbum é uma combinação de rock pesado focado em temas como párias sociais e cultos religiosos mesclados a experimentos acústicos sobre a vida mundana do cotidiano. Aqualung é um dos álbuns mais influentes da história da música, tanto dentro do rock progressivo quanto dos outros gêneros, como o Heavy Metal - de fato, o álbum é um dos preferidos de Steve Harris, fundador da banda Iron Maiden.
Quem saiu em seguida foi o baterista Bunker, substituído por Barriemore Barlow, e o álbum de 1972 da banda foi Thick as a Brick. Trata-se de um álbum conceitual consistindo de uma única longa música separada entre os dois lados do LP, com um número de movimentos integrados e alguns temas repetidos. Este álbum é tido como um dos mais elaborados da banda, sendo considerado uma obra prima do rock progressivo. O quinteto deste álbum - Anderson, Barre, Evan, Hammond-Hammond e Barlow - foi a formação mais duradoura do Tull, permanecendo a mesma até 1975.
1972 também viu o lançamento de Living in the Past, um álbum duplo compilando os compactos, lados-B e sobras de estúdio da banda, com um dos lados sendo gravado ao vivo em 1970. Com exceção das faixas ao vivo, esse é considerado pela maioria dos fãs do Tull como o seu melhor lançamento. A faixa título foi um dos compactos de maior sucesso do grupo.
Em 1973 a banda tentou gravar um álbum duplo (exilada em Chateau d'Herouville para se livrar dos impostos, o mesmo que os Rolling Stones e Elton John, entre outros, estavam fazendo na época), mas, supostamente insatisfeitos com a qualidade do estúdio, abandonaram o projeto. Ao invés disso gravaram rapidamente e lançaram A Passion Play, outro álbum conceitual de uma só música, com letras bastante alegóricas. Depois de anos de popularidade crescente para a banda, A Passion Play vendeu relativamente bem mas acabou recebendo diversas críticas negativas. Até então Anderson tinha um relacionamento amigável com a imprensa de rock, mas este álbum acabou marcando um ponto de transição para o Tull. Sua unanimidade entre os críticos diminuiu, seguida pelo declínio de popularidade entre o público. War Child (1974), contudo, recebeu críticas favoráveis, e produziu o sucesso "Bungle in the Jungle". Também traz uma certa canção, "Only Solitaire", supostamente dirigida a um compositor que estava entre os mais árduos críticos de Anderson.
Em 1975 a banda lançou Minstrel in the Gallery, um álbum que lembrava Aqualung em seu trabalho bombástico encabeçado pela guitarra de Barre em contraste às peças acústicas mais leves. Depois desse álbum, Hammond-Hammond saiu da banda, sendo substituído por John Glascock.
Too Old to Rock And Roll, Too Young to Die!, de 1976, foi outro álbum conceitual, desta vez sobre a vida de um roqueiro de meia idade. Anderson, atormentado pelas críticas (particularmente as de A Passion Play), respondeu com mais versos afiados. A imprensa pareceu não perceber a alfinetada, e ao invés disso quis saber se o título do álbum era autobiográfico - uma acusação que Anderson negou veementemente.

### Folk rock

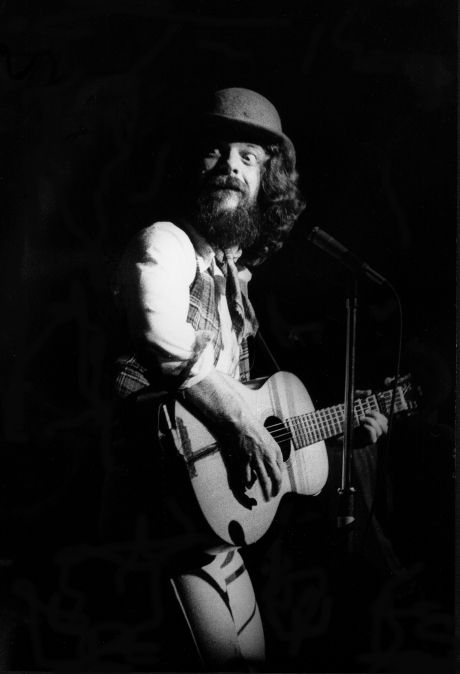
Ian Anderson em concerto do Jethro Tull, 1978

A banda fechou a década com um trio de álbuns de folk rock, Songs from the Wood, Heavy Horses e Stormwatch. Songs from the Wood foi o primeiro álbum do Tull a receber críticas na maioria positivas desde a época de Benefit e Living in the Past.
Heavy Horses, por sua vez, foi amplamente aclamado pela crítica. Os detalhes técnicos da produção são admiráveis por sua construção musical única. 
O álbum mescla o folk com o art rock sem deixar de lado a força da guitarra de Barre. Na faixa título Heavy Horses, posteriores aos detalhes acústicos das primeiras estrofes, o uso de violino por David Palmer com a sutileza da flauta de Ian Anderson, fazem uma crescente e admirável condução da canção. Neste álbum, o Tull começa a despedir-se do som acústico para adentrar pouco tempo depois na era de suas produções sintetizadas.
A banda teve longos flertes com os roqueiros folk do Steeleye Span. Embora não formalmente considerada como parte do movimento folk-rock (que na verdade começou quase uma década antes com o advento do Fairport Convention), havia claramente várias trocas de idéias musicais entre o Tull e os roqueiros folk. Durante esta época, David Palmer, que havia feito alguns arranjos de cordas nos primeiros álbuns do Tull, entrou oficialmente para a banda, tocando principalmente teclado.
O baixista Glascock morreu em 1979 depois de uma cirurgia no coração, e Stormwatch teve de ser finalizado sem ele (Anderson foi o baixista em algumas das faixas). Ian decide então gravar seu primeiro disco solo.

### Rock eletrônico
Por pressão da gravadora, Anderson lançou seu disco solo como um álbum do Tull em 1980. Intitulado A, apresentava Barre na guitarra, Dave Pegg no baixo e Mark Craney na bateria. Com uma pegada mais eletrônica, trazida pelo tecladista convidado Eddie Jobson, soava e parecia completamente diferente de tudo lançado pelo Tull até então.
Craney debandou após a turnê de A e o Tull entrou em um período de trocas frequentes de baterista (principalmente entre Gerry Conway e Doane Perry). Peter-John Vettese substituiu Jobson nos teclados e a banda retornou ao som folk - embora com sintetizadores - lançando The Broadsword and the Beast em 1982. 1981 marcou o primeiro ano na história do grupo em que eles não lançaram um álbum.
Em 1984 o Jethro Tull lançou Under Wraps, um álbum fortemente calcado no eletrônico. Embora a banda estivesse supostamente orgulhosa do som, o disco não foi bem recebido e como resultado disso (ou do problema de garganta adquirido por Anderson cantando as músicas de Under Wraps na turnê do disco, ou por ambos os motivos), o Tull entrou em um hiato de três anos durante os quais Ian começou uma bem sucedida carreira de criador de salmão.

### A era moderna

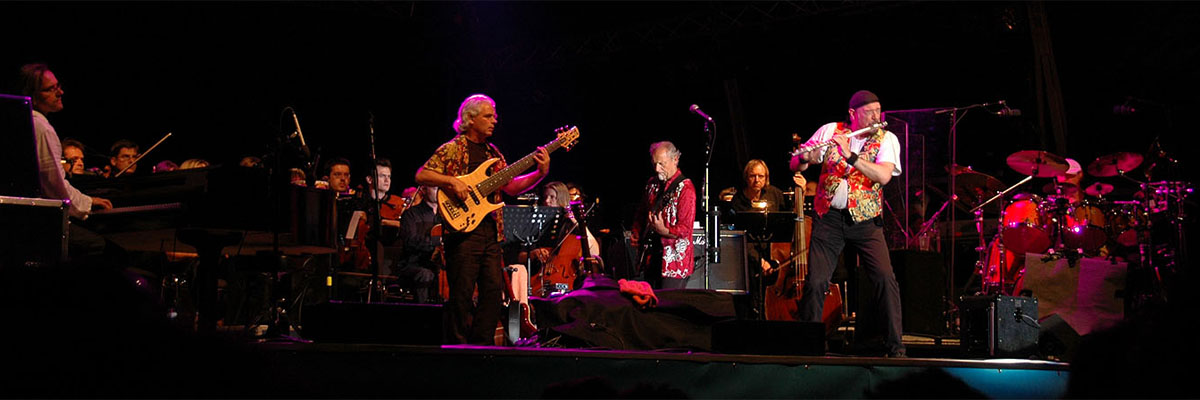
Jethro Tull em concerto, 2007

O Tull voltou mais forte do que se poderia esperar com Crest of a Knave, em 1987. Com a ausência de Vettese (Anderson contribuiu com a programação dos sintetizadores) e se firmando mais na guitarra de Barre como não acontecia desde os anos 1970, o álbum acabou sendo um sucesso de crítica e de vendas. Eles ganhariam um Grammy em 1989 como melhor "Performance de Rock Pesado/Metal", derrotando os favoritos Metallica. O prêmio foi particularmente controverso pois muitos não consideram o Jethro Tull como uma banda de rock pesado, muito menos de heavy metal. O fato de este ser o primeiro Grammy dado ao rock pesado foi visto pelos fãs do estilo como um insulto (depois disso, e talvez por culpa disso, nos anos seguintes prêmios separados seriam entregues aos melhores do rock pesado e do heavy metal). Em resposta às críticas pelo prêmio, a banda supostamente pagou um anúncio em um periódico musical britânico com a frase "A flauta é um instrumento de metal pesado.". O estilo de Crest foi comparado ao dos Dire Straits, em parte por Anderson, que parecia não mais ter o alcance vocal de antes.
Desde então a banda lançou uma variedade de álbuns de estilo similiar à Crest, mas também incorporando mais influências folk. O mais notável é A Little Light Music, de 1992, um álbum em grande parte acústico, que foi bem recebido pelos fãs devido à suas versões diferentes de muitas composições antigas.
Anderson lançou vários discos solo desde o começo dos anos 1980, e nos anos 1990, Barre também deu início a uma carreira solo. Anderson e Barre permaneceram como o centro da banda (Pegg finalmente saiu em 1995, sendo substituído por Jonathan Noyce). Em 1996, uma combinação de artistas de rock progressivo lançou um tributo ao Tull, To Cry You a Song, que incluía contribuições de diversos ex-integrantes da banda.
A banda entrou no século XXI e continuou a lançar álbuns inéditos com o passar dos anos. No início dos anos 2000, Jethro Tull lançou "A Christmas Album", e os principais integrantes da banda - Martin Barre e Ian Anderson - também lançaram álbuns solos em 2003.
O início da primeira década viu Jethro Tull entrar em hiato e posteriormente virar história. Em 2014, Ian Anderson e Martin Barre seguiram carreiras solos, e a banda Jethro Tull se tornou história, segundo seu criador, Anderson.

## Membros
Formação atual
- Ian Anderson - gaita, violão, guitarra, flauta, bandolim, vocais
- Martin Barre - guitarra, flauta
- Doane Perry - bateria
- John O'Hara - teclado
- David Goodier - baixo

## Discografia
- 1968 - This Was
- 1969 - Stand Up
- 1970 - Benefit
- 1971 - Aqualung
- 1972 - Thick as a Brick
- 1973 - A Passion Play
- 1974 - War Child
- 1975 - Minstrel in the Gallery
- 1976 - Too Old to Rock 'n' Roll: Too Young to Die!
- 1977 - Songs from the Wood
- 1978 - Heavy Horses
- 1979 - Stormwatch
- 1980 - A
- 1982 - The Broadsword and the Beast
- 1984 - Under Wraps
- 1985 - A Classic Case
- 1987 - Crest of a Knave
- 1989 - Rock Island
- 1991 - Catfish Rising
- 1995 - Roots to Branches
- 1999 - J-Tull Dot Com
- 2003 - The Jethro Tull Christmas Album
- 2022 - The Zealot Gene
- 2023 - RökFlöte
- 2025 - Curious Ruminant